# Marcelina Zawadzka
Marcelina Zawadzka (25 de enero de 1989, Malbork, Polonia) es una modelo y reina de belleza polaca, ganadora del título Miss Polonia 2011 y representante de dicho país en el Miss Universo 2012.

## Miss Polonia 2011
Marcelina Zawadzka fue coronada Miss Polonia 2011 por Rozalia Mancewicz (Miss Polonia 2010) el viernes 9 de diciembre de 2011 en el centro de Folklore «Matecznik – Mazowsze» en Otrebusy, cerca de Varsovia. De esta manera, Marcelina Zawadzka obtuvo el derecho a representar a Polonia en Miss Universo 2012.

## Miss Universo 2012
Marcelina representó a su país en el certamen Miss Universo 2012, el cual se llevó a cabo en la ciudad de Las Vegas (Estados Unidos), donde se midió con otras 88 candidatas de diferentes países y regiones para ganar el título que hasta entonces ostentaba la angoleña Leila Lopes; Zawadzka consiguió posicionar a Polonia entre las 16 finalistas, hecho que no ocurría desde 1989. El certamen fue ganado finalmente por la estadounidense Olivia Culpo, siendo esta la octava corona para el país norteamericano.

## Vida personal
Marcelina es una joven modelo que nació y se crio en Malbork, una ciudad conocida por contar con algunos de los castillos más famosos de Polonia. En la actualidad, Marcelina está estudiando cosmetología al mismo tiempo sigue su carrera como modelo internacional. También es el rostro de una campaña organizada por «Feminoteka», una fundación que ayuda a las mujeres que han sufrido violencia. Uno de sus sueños es tener su propio Spa.
En 2020, la Fiscalía Regional de Łódź acusó a Zawadzka de "deducción fiscal, aceptación y liquidación de facturas y blanqueo de dinero". El 11 de mayo de 2022, el Tribunal de Distrito de Kalisz condenó a Zawadzka a una multa de 60.000 zlotys por fraude fiscal y falsificación de facturas, algo que la acusada no admitió ante el tribunal durante el juicio.

## Bailando con las Estrellas
Marcelina Zawadzka participó en la XV temporada de polaco Bailando con las estrellas - Taniec z Gwiazdami donde quedó posicionada en 3.er lugar.
| Semana #                       | Baile/Canción                                                                    | Puntuación de los jueces | Puntuación de los jueces | Puntuación de los jueces | Puntuación de los jueces | Resultado     |
| Semana #                       | Baile/Canción                                                                    | Grabowski                | Pavlović                 | Tyszkiewicz              | Malitowski               | Resultado     |
| 1                              | Vals/ «If You Don't Know Me by Now»                                              | 9                        | 7                        | 9                        | 7                        | Salvado       |
| 2                              | Chachachá/ «Waiting for Tonight»                                                 | 9                        | 8                        | 9                        | 7                        | Salvado       |
| 3                              | Rumba/ «Maria Maria»                                                             | 10                       | 10                       | 10                       | 9                        | Salvado       |
| 4                              | Vals Vienés/ «Iris»                                                              | 10                       | 9                        | 10                       | 7                        | Salvado       |
| 5                              | Contemporánea/ «Let Her Go» Freestyle Latino (Team Loca)/ «Loca»                 | 10 8                     | 9 10                     | 10 8                     | 9                        | Salvado       |
| 6                              | Tango Argentino/ «Somebody That I Used to Know»                                  | 9                        | 7                        | 10                       | 6                        | Salvado       |
| 7                              | Jive/ «I'll Be There for You» Maratón de Rock and Roll / «Rock Around the Clock» | 9                        | 10 Premio                | 10 6                     | 8                        | Salvado       |
| 8                              | Vals/ «Nothing Compares 2 U» Hip-Hop/ «Sweet Dreams»                             | 10 9                     | 9 8                      | 10 8                     | 9 8                      | Salvado       |
| 9                              | Quickstep/ «Day-O» Rumba/ «Falling»                                              | 10                       | 10                       | 10                       | 10                       | Salvado       |
| 10 (Semifinal)                 | Chachachá/ «I Will Survive» Pop/ «Crazy in Love»                                 | 10 9                     | 8 9                      | 10 9                     | 8                        | Segunda ronda |
| 10 (Dance-off - Running order) | Vals Vienés/ «Iris»                                                              | 10                       | 10                       | 10                       | 10                       | Eliminado     |